# Drumlin Biblis
Das Gebiet Drumlin Biblis ist ein mit Verordnung vom 18. Juli 1938 des Landkreises Überlingen als untere Naturschutzbehörde ausgewiesenes Landschaftsschutzgebiet (LSG-Nummer 4.35.028) im Bereich der baden-württembergischen Stadt Überlingen im Bodenseekreis in Deutschland.

## Lage
Das rund 12 Hektar große Landschaftsschutzgebiet Drumlin Biblis gehört naturräumlich zum Linzgau. Es erstreckt sich südlich des Überlinger Ortsteils Nesselwangen bis zur Kreisstraße 7786 und östlich der B31 neu auf einer Höhe von rund 580 bis 614 m ü. NN

## Geologie
In der Würm-Eiszeit, vor etwa 20.000 Jahren, prägte der Rhein-Vorlandgletscher das Gebiet nördlich des Bodensees. Die Drumlins stellen hier heute die typische Geländeform der Endmoränenlandschaft dar.

## Schutzzweck
Wesentlicher Schutzzweck ist die Erhaltung des durch die Eiszeit geschaffenen eindrucksvollen Hügels (Drumlin).